# Шкофя Рижа
Шкофя Рижа (словен. Škofja Riža) — поселення в общині Трбовлє, Засавський регіон, Словенія. Висота над рівнем моря: 636,8 м.